# خلفية درامية
الخلفية الدرامية (بالإنجليزية: Backstory) هي مجموعة من الأحداث التي تؤدي إلى حبكة، قدمت على النحو السابق وتؤدي الي مؤامرة. وهو جهاز أدبي لتاريخ سرد كل تسلسل زمني سابق لسرد الاهتمام الرئيسي. في التمثيل، هو تاريخ الشخصية قبل بدء الدراما، ويتم إنشاؤها أثناء إعداد الممثلين.
وهو تاريخ الشخصيات والعناصر الأخرى الي تكمن وراء الوضع القائم عند بداية السرد الرئيسي. حتى العمل التاريخي المحض يكشف الخلفية الدرامية للجمهور.

## تعريف
و كأداة أدبية، غالبا ما يتم توظيف الخلفية الدرامية لإضافة العمق والمصداقية على القصة الرئيسية. وقد أدرك أرسطو فائدة وجود وحي درامي في الشعر.
وكثيرا ما يتم الكشف عن الخلفية الدرامية من خلال وسائل مختلفة، بما في ذلك الذكريات والحوار والسرد المباشر والملخص والذاكرة وما يتم عرضه. فيلم حرب النجوم الأصلي وأجزائه أو أمثلة على عمل خلفية درامية معدة مسبقا، تم إصدارها لاحقا باسم المجموعة الثانية «القصص التمهيدية» من ثلاث أفلام.

## ذاكرة
التذكر هو نمط الكتابة الخيالية حيث تستدعي شخصية ما شيئا من الذهن أو تتذكره. تلعب الشخصيات دورا في نقل الخلفية الدرامية، حيث تسمح للكاتب الخيالي بإخراج معلومات من القصة السابقة أو قبل بداية القصة. على الرغم من أن التذكر لا يعترف به على نطاق واسع كنمط كتابة خيالي متميز، إلا أنه يستخدم بشكل شائع من قبل مؤلفي الروايات الخيالية.
مثال على ذلك لاحظ «أورسان سكوت كارد» أنه إذا كانت ذاكرته التي يمكن أن تذكرها الشخصية في أي لحظة، فإن التفكير في الأمر في الوقت المناسب لإتخاذ قرار رئيسي قد يبدو غير معقول. علاوة على ذلك إذا كانت الذاكرة ستثير قرارا حاليا فيجب أن تكون هذه الذاكرة بدورها مدفوعة بالأحداث الأخيرة.

## أحداث الرواية
قد يقوم الممثلون بتكوين قصصهم الشخصية الخاصة بالشخصيات، وتجاوز بعض المعلومات الهزلية في السيناريو. والتفاصيل تساعد الممثل تفسير السيناريو وخلق تخيل كامل للشخصيات.